# Tučňák nejmenší

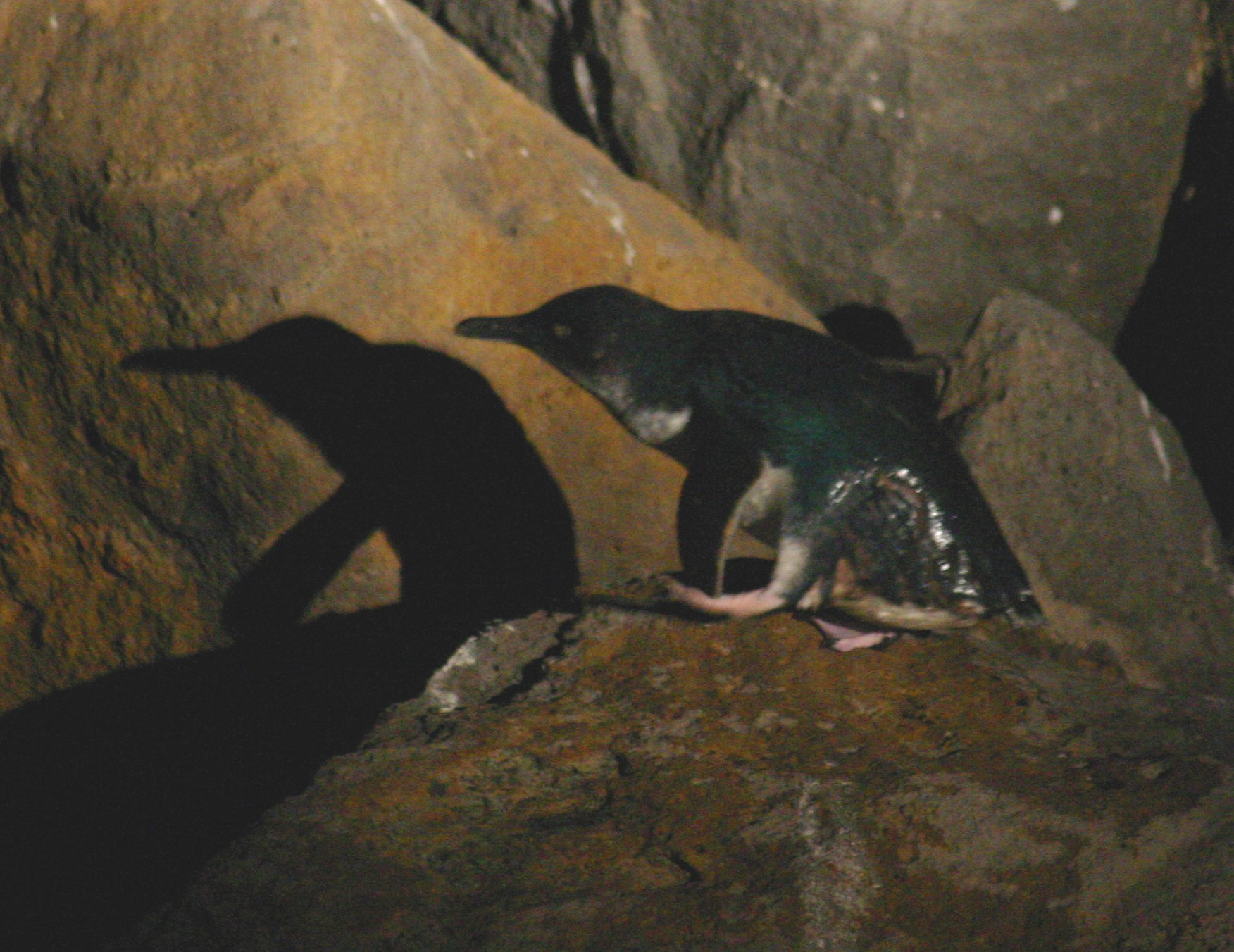
Noční návrat
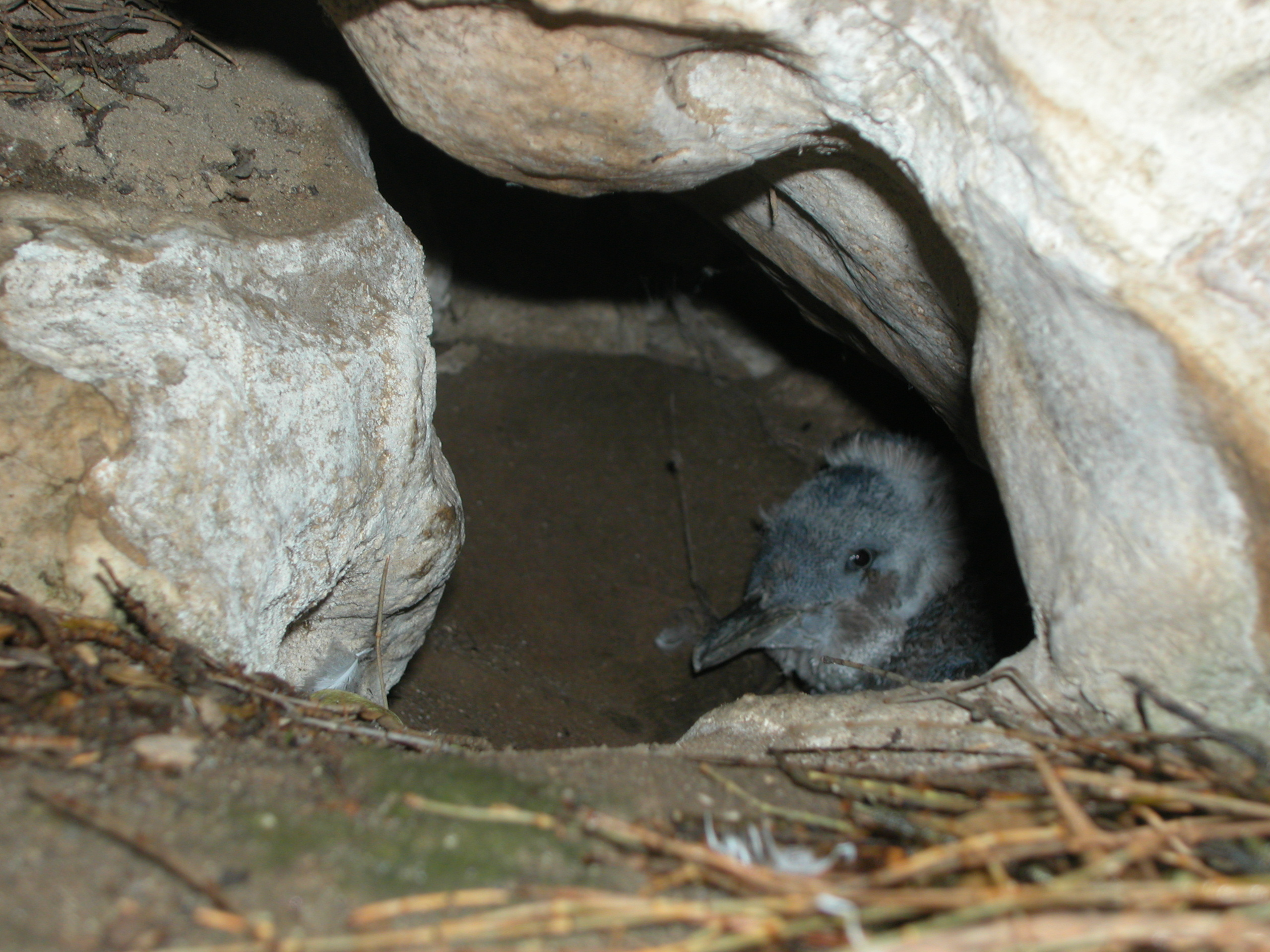
Mládě v noře
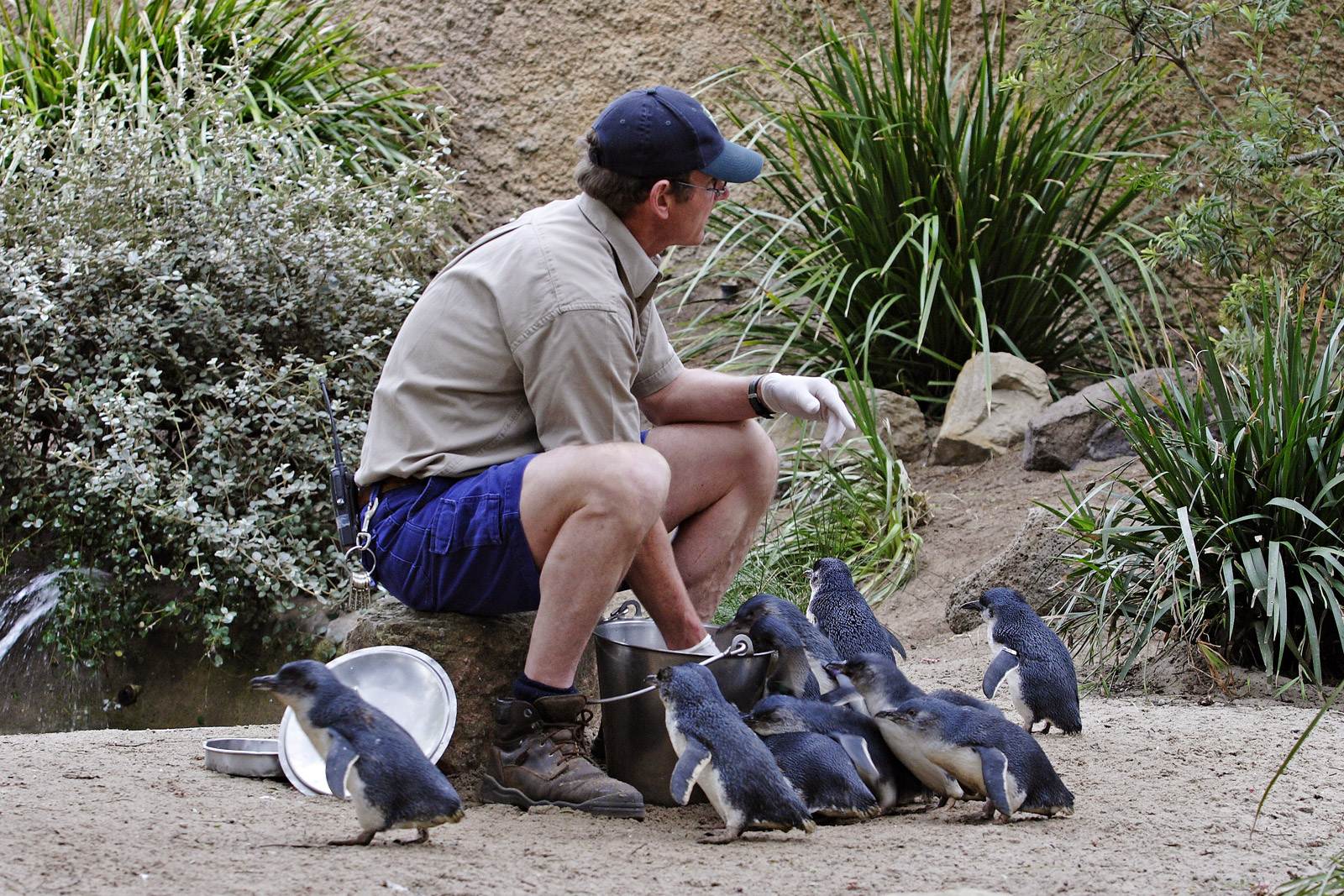
Krmení v ZOO

Tučňák nejmenší (Eudyptula minor) je tučňákem skutečně nejmenším a zároveň tzv. nočním. Přes den je buď na moři nebo v podzemním hnízdě, ze kterého vychází nebo se do něj vrací až za soumraku.

## Rozšíření
Tento druh obývá v době páření oblasti Austrálie a Nového Zélandu, které většinou spadají do mírného podnebného pásu. Od Shoalwater Islands Marine Park vzdáleném asi 50 km od města Perthu v Západní Austrálii, přes ostrovy v Bassově průlivu mezi Austrálií a Tasmánií až po South Solitary Island na východním pobřeží v Novém Jižním Walesu. Na Novém Zélandu žijí na pobřežích Severního a Jižního ostrova a dále na Stewartově ostrově, Chathamských a Snaresových ostrovech, včetně dalších ostrovů. Občas se zatoulá i na jihoamerické pobřeží do Chile. Nejčastěji hnízdí na písčitých nebo skalnatých plážích, kde je snadný přístup do moře.

## Popis
Tito ptáci měří asi 35 až 40 cm a váží 1,1 až 1,6 kg. Samec má o něco větší hlavu a mohutnější zobák, bývá i nepatrně větší. Jejich tmavý „šat“ na hlavě, zádech a křídlech má modravý nádech, proto se mu říká i modrý tučňák. Obličej a krk jsou světle šedé, spodní část těla i ploutvovitých křídel jsou bílé. Oči má stříbřitě šedé.
Živí se převážně rybami (dlouhými 10 až 35 mm), malými hlavonožci a občas korýši. Potápí se průměrně do hloubky 30 m, pod vodou zůstává asi 25 sekund, plave rychlostí až 6 km/hod, potravu polyká pod vodou. Neloví ve skupinách, zdržuje se od pobřeží ve vzdálenosti do 25 km. Jeho průměrná délka života je 6,5 roků. V porovnání s ostatními druhy má pomalý metabolismus.
Jsou zvláštní svým rodinným životem v podzemní, v norách. Mimo období hloubení nor jsou ke spatření pouze v noci, kdy se vracejí nebo odcházejí do moře. V průběhu dne jsou na lovu nebo spí v noře. Ochraňují takto svá vejce, mláďata i sami sebe před většinou predátorů a nejsou při hnízdění vystaveni zvýšeným teplotám s nástupem léta na jižní polokouli.

## Rozmnožování
Doba hnízdění je v kolonii dlouhá, začíná v červenci až srpnu a trvá až do února příštího roku. Při nočním návratu do hnízdiště se původní partneři většinou poznávají a vytvoří opět pár. Staré páry obvykle zabírají místa, kde hnízdili již v předešlých létech. Dochází také k soubojům o místo, ptáci na sebe syčí, hrozí si zobákem i klovají se. Opravují nebo vyhrabávají nové nory v písku, pod hustou vegetací, někdy používají nory po buřňácích úzkozobých (Puffinus tenuirostris). Mnohdy si založí hnízdo i jen ve skalní rozsedlině, přestože je obtížný přístup přes skaliska.
Uvnitř nory, kde probíhá veškerý rodinný život, vybudují prostrannou komůrku s hnízdem vystlaným trávou a větvičkami, které nanosí oba partneři. Všechny páry nezačínají hnízdit ve stejnou dobu, různě dlouho jim trvá oprava nebo vystavění nového hnízda. Mnohdy jsou hned z počátku některá hnízda zničena nebo vyplaven za bouře a proto jsou ptáci za jedno hnízdní období nuceni i ke třem snůškám vajec.
Po dohotovení hnízda dochází v nočních hodinách k toku, který probíhá mimo hnízdo. Pár si vzájemně čistí peří, oštipují si jemně konce zobáků, samec troubí s hlavou vztyčenou vzhůru, přičemž mává křídly, samice se postupně připojí. Další námluvy pokračují v noře, kde samec vydávaje tikavé zvuky přitlačuje samici ke stěně. Až mu samice začne odpovídat, uchopí ji zobákem za peří v týle, samice se položí a následuje vlastní páření, které se několikrát opakuje. Po spáření si navzájem upraví peří a společně opět troubí. Někdy se spolu v nočních hodinách páří i na povrchu. Samice snese obvykle 2 vejce, při sezení se oba střídají, ke střídaní dochází v noci. Inkubační doba trvá 33 až 37 dnů, rozptyl je způsoben tím, že nezasedají na vejce ihned po snesení.
Mládě se z vejce líhne dlouho, 24 i více hodin. Vylíhlá mláďata jsou slepá a jsou pokryta hustým šedým prachovým peřím. Po týdnu se toto peří vymění za tmavší a po 4 týdnech začíná narůstat definitivní, které zcela doroste v 8 až 10 týdnech. Mláďata začínají vidět asi za týden, po dvou týdnech se plazí po břiše a za 4 týdny dovedou chodit v předklonu. Vzpřímené chůze jsou schopna až jim narostou ocasní péra, asi po 8 týdnech.
Prvé tři týdny je rodiče zahřívají a stráží, střídají se v ochraně i v přinášení potravy vždy v noci. Po této době čekají mláďata osamocena v noře na příchod obou rodičů s potravou. Postupně sami opouštějí noru na dva až tři dny a teprve asi 60 dnech odplouvají trvale. V této době již dosahují 90 % konečné hmotnosti. Sexuální zralosti dosahují po třech létech.
Rodiče se po měsíční vykrmovací kúře v moři opět vracejí do svých nor, kde se ve skrytu přepeřují. Za 14 až 18 dnů jim naroste nové peří a odcházejí z hnízdišť na moře, aby se opět cca za půl roku vrátili. Mladí si pro své prvé zahnízdění z poloviny vybírají jiná místa.

## Ohrožení
Přestože se počty tučňáka nejmenšího na některých místech snižují, vznikají jinde zase nové kolonie.
Podle červeného seznamu IUCN žije v rozsáhlém regionu asi 1 milion jedinců a tučňák nejmenší je proto hodnocen jako málo dotčený druh.

## Taxonomie
Druh tučňák nejmenší se nověji rozděluje na 6 poddruhů:
- Eudyptula minor minor Forster, 1781
- Eudyptula minor chathamensis Kinsky et Falla, 1976
- Eudyptula minor iredalei Mathews, 1911
- Eudyptula minor novaehollandiae Stephens, 1826
- Eudyptula minor variabilis Kinsky et Falla, 1976
- tučňák bělopásý (Eudyptula minor albosignata) Finsch, 1874,

Poslední z nich, tučňák bělopásý, bývá ve starší literatuře považován za samostatný druh.

## Tučňák nejmenší
- Noční návrat
- Mládě v noře
- Krmení v ZOO